# Bielak (herb szlachecki)
Bielak – polski herb szlachecki, którym pieczętowała się tatarska rodzina Bielaków osiadła na Litwie.

## Opis herbu
W polu czerwonym dwie kolumny w pas, srebrne. Nad tarczą korona szlachecka bez hełmu.

## Najwcześniejsze wzmianki
Teki Dworzaczka w części drugiej wspominają o Janie Bielaku Burmistrzu Pyzdrskim, który w 1495 r. otrzymał od swej żony Jadwigi 40 grzywien zapisu po jej pierwszym zmarłym mężu Marcinie Mączce, wójcie Pyzdrskim. W rachunkach i regestrach wojskowych z lat 1631-1633 występują Abraham, Safar i Janusz Bielakowie.

## Herbowni
Bielak.